# Тайный советник

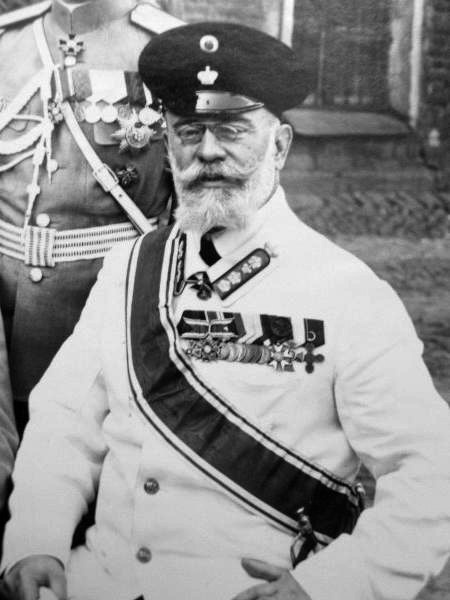
Тайный советник. Знаком различия служат галунные петлицы без просветов с тремя звёздами и эмблемой служебного ведомства

Тайный советник — чин в Русском царстве и Российской империи, гражданский чин 3-го класса в Табели о рангах  соответствовал чинам генерал-лейтенанта в армии и вице-адмирала во флоте. Первоначально с 24 января (4 февраля) 1722 года по 1724 год был в 4-м классе Табели о рангах.

## Описание
Лица, удостоенные этого чина, занимали высшие государственные должности, например министр или товарищ министра, руководитель крупного департамента, сенатор, академики Императорской Академии наук; изредка в 3-м классе были и некоторые губернаторы, долго управляющие вверенной губернией и произведённые в тайные советники в знак признания особых заслуг и перед переводом с повышением в столицу, а также послы Российской империи в крупнейших мировых державах.
Кроме Санкт-Петербурга тайные советники могли служить в Москве и других крупных городах Российской империи. Так, ректор Московского университета, известные историки С. М. Соловьёв и В. О. Ключевский, известный профессор Московской духовной академии и писатели Н. И. Субботин и В. А. Соллогуб были тайными советниками.
Среди лиц, одними из первых пожалованных этим чином — Иоганн Рейнгольд фон Паткуль (1702).
На 1903 год в России было 553 тайных советника. Как и другие гражданские чины, чин тайного советника был упразднён 12 (25) ноября 1917 года Декретом об уничтожении сословий и гражданских чинов.
Название чина связано с изначальным смыслом слова «тайный» — «относящийся ко двору, достойный доверия».

## В культуре
В произведениях «Толстый и тонкий», «Смерть чиновника» Антона Павловича Чехова; Алексей Александрович Каренин в романе «Анна Каренина» Льва Николаевича Толстого.